# Kanton Drancy
Kanton Drancy (fr. Canton de Drancy) je francouzský kanton v departementu Seine-Saint-Denis v regionu Île-de-France. Tvoří ho část města Drancy.